# Nagy Ferenc (fafaragó)
Nagy Ferenc (Tab, 1920. október 5. – Tab, 1998. január 25.) Magyar Köztársasági Arany Érdemkeresztes, Magyar Örökség és Örökségünk – Somogyország Kincse díjas fafaragó népművész.

## Élete
1920. október 5-én született a Somogy vármegyei Tabon, nagyszülei fafaragással is foglalkozó pásztorok, szülei, Nagy Ferenc és Kovács Teréz, uradalmi cselédek voltak. Kisgyermekkorában családjával folyamatosan vándorolt Külső-Somogy pusztái között, majd Tabon kezdett tanulni, végül Bábonyra kerültek. Itt többször is figyelte az utcán alkotó Rudnay Gyulát, akit utánozni is próbált: barátaival bodzafából készítettek festőállványt, és a papírra színes festékeket kentek. De nem csak a festészettel ismerkedett, hanem rajzolt, és agyag-, valamint fafigurák sokaságát is elkészítette.
Összesen hat osztályt végzett az elemi iskolában, de szegénységük miatt szakmát nem volt lehetősége tanulni. 1941-ben katonának vonult be, Hajmáskéren őrszolgálatban vett részt, ahol a pihenőidőben szívesen faragott. 1944-ben az orosz frontra került, majd hadifogságba esett, ahol az éhezés miatt leromlott egészségi állapota eredményeképpen kórházba kényszerült. Szenvedéseit némileg enyhíteni tudta, hogy apró tárgyakat (például pipákat, szipkákat) faragott, amelyekért cserébe kevéske élelmet kapott. 1946 nyarán szabadult, itthon cséplő idénymunkásként és részes aratóként próbált megélni.
Bár 1947-ben már egy kaposvári ipari kiállításon is bemutatták műveit, a kortárs alkotók nagy része kezdetben nem méltányolta munkáját, sőt, vásárokra és búcsúkra hordott faragványaiból a látogatók sem sokat vásároltak. Az első lépés a siker felé az volt, amikor 1948-ban gyermekkori barátja, a tanárrá vált Cserhalmi Sándor eljuttatta őt a tihanyi Népművészeti Házba, amelynek igazgatójának nagyon megtetszettek Nagy Ferenc faragványai, ezért lehetővé tette számára, hogy három egymást követő évben a ház nyári táborában tanulhasson és alkothasson. 1950-ben Budapesten találkozott Kisfaludy Stróbl Zsigmonddal is, aki azt javasolta neki, jelentkezzen a Képzőművészeti Főiskola szobrász szakára, Nagy azonban nem kívánt élni ezzel a lehetőséggel. Ekkortól kezdve viszont hivatásos faragóvá vált, és több népművészeti vállalatnak is készített műveket. 1954-ben jött létre a fővárosi központú Népművészek Szövetkezete, amelynek 1980-as nyugdíjazásáig dolgozott: minden hónap első két-három hetében a megélhetését biztosító alkotásokat készítette el a szövetkezet számára, a fennmaradó hetekben pedig saját kedvére dolgozott. Az így készült tárgyak egy részét eladta, más részéből magángyűjteményét gyarapította.
1951-ben házasodott meg, feleségétől, Emma asszonytól is sokat tanult a művészet terén. Egyetlen lányuk született.
Első nemzetközi sikerét 1955-ben aratta Varsóban, amikor nemzetközi nagydíjat nyert a világifjúsági találkozón egy faragott szarukürttel, amely a hun–magyar mondavilágot és a honfoglalást ábrázolta. (Ezt az alkotást később a belga király kapta meg.) A következő évtizedekben egyre több kiállítása, 1983-ban szülővárosában pedig állandó galériája is nyílt, valamint több rangos díjat is elnyert. Többen is írtak róla, sőt, 1983. szeptember 14-én a Magyar Televízió is bemutatott róla egy portréfilmet: Vitray Tamás A faszobrász magánossága című munkáját. Ezután még több helyi televízió is sugárzott vele kapcsolatos műsort, majd 2005-ben a Béres Alapítvány támogatásával megjelent a Kovács Gergelyné által összeállított, Nagy életművét bemutató album is.
1998. január 25-én hunyt el Tabon.

## Művészete

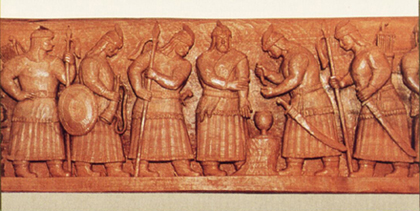
Nagy Ferenc egyik műve

Nagy Ferenc művészete leginkább a dunántúli, azon belül is kifejezetten a somogyi motívumokon alapul. Különféle fa-, sőt, egyéb anyagokat (szaru, csont) is használt műveihez, ezeket egy-egy alkotáson belül is kombinálta, hogy különböző színeikkel gazdagítsa azt. Ábrázolásait, amelyek fő motívumai a különféle növények (margaréta, tulipán, bimbók, kacsok, indák, csipkézett levelek), állatok (madarak, kutya, juh, bika, róka) és emberek (parasztok, pásztorok, betyárok, vadászok, mondabeli és történelmi alakok), rendkívül változatos szegélydíszek övezik. Technikájára jellemző, hogy karcolásokat alig használt, inkább mélyvéséseket, időnként áttört véseteket is. Gyakran nem csak a fa felületére vésett díszeket, hanem önálló plasztikákat, szobrokat, sótartókat is készített.
Az 1960-as évekig, amíg látása nem romlott meg nagyon, barack-, cseresznye- és szilvamagokat is megfaragott, és nyakláncokat, karpereceket és olvasókat készített belőlük. Bukszusból és körtefából kis, faragott dobozokat is készített, többnyire növényi és állíti díszekkel, de némelyik doboztetőn már emberi életképek is megjelentek. Ilyen életképekből sok különálló alkotást is megfaragott, fő témái a pásztorvilág, a falusi élet, a betyárok (például a Bábonyhoz kötődő Patkó Pista), az emberélet nagy fordulói, az Újszövetség jelenetei, valamint a magyar történelem és mondavilág. Ábrázolta például Atilla hun seregét, Csaba királyfit, a honfoglalást, Lehel vezér történetét, a csodaszarvas mondáját és a Somogyhoz kötődő Koppány vezért is.
A debreceni Szent László-templom faragott díszítései is Nagy Ferenc alkotásai.

## Kiállításai

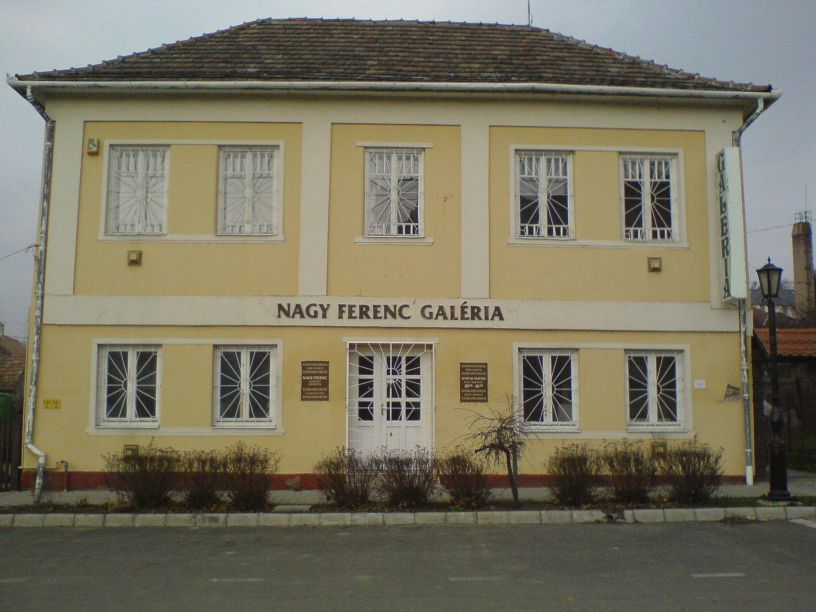
A tabi Nagy Ferenc Galéria épülete

- 1976: Magyar Nemzeti Galéria, Budapest
- 1979: Somogyi Képtár, Kaposvár
- 1983: állandó kiállítás, Tab
- 1985: Magyar Néprajzi Múzeum, Budapest
- 1986: Palazzo Toaldi Capra, Schio, Olaszország
- 1991: Korda-Benkő Galéria, Budapest
- 1993: Kálmán Imre Múzeum, Siófok
- 1994: Rippl-Rónai Múzeum, Kaposvár
- 1994: Városháza, Dettenhausen, Németország
- 1994: Városi Múzeum, Csíkszereda
- 1996: Dél-Balatoni Kulturális Központ, Siófok
- 1996: Mezőgazdasági Múzeum, Dég
- 1998: Wosinczky Mór Múzeum, Szekszárd
- 1998: Városi Múzeum, Nagyatád
- 1999: Investment Galéria, Kaposvár

## Díjai, elismerései
- 1955: A Varsói Világifjúsági Találkozó művészeti nagydíja
- 1956: Népművészet Mestere díj
- 1958: Kapoli-emlékdíj
- 1990: Somogy Megye Elismerő oklevele
- 1994: A Magyar Köztársaság Arany Érdemkeresztje
- 1998: Tab város díszpolgára
- 2005: Magyar Örökség díj
- 2007: Örökségünk – Somogyország Kincse